# Narodowy Komitet Olimpijski Albanii
Narodowy Komitet Olimpijski Albanii (alb. Komiteti Olimpik Kombetar Shqiptar) – stowarzyszenie związków i organizacji sportowych z siedzibą w Tiranie, zajmujące się organizacją udziału reprezentacji Albanii w igrzyskach olimpijskich i europejskich oraz upowszechnianiem idei olimpijskiej i promocją sportu, a także reprezentowaniem Albańskiego sportu w organizacjach międzynarodowych, w tym w Międzynarodowym Komitecie Olimpijskim.